# Tošin bunar
Ne doit pas être confondu avec Tošin Bunar ou Gare de Tošin bunar.
La rue Tošin bunar (en serbe cyrillique : Тошин бунар) est située à Belgrade, la capitale de la Serbie, dans les municipalités urbaines de Novi Beograd et de Zemun.

## Parcours
La rue Tošin bunar naît au carrefour des rues Ivićeva et Prilaz. Elle s'oriente vers le sud-sud-ouest et laisse sur sa gauche les rues Trogirska, Skadarska, Pohorska et Džona Kenedija. Elle donne naissance, à sa gauche, à la rue Pariske komune (la « rue de la Commune de Paris ») et croise la rue Studentska (à droite) et le Bulevar Zorana Đinđića (à droite). Elle traverse ensuite l'autoroute de Zagreb (à droite) et le Bulevar Arsenija Čarnojevića (qui font partie de la route européenne E 75). Elle laisse ensuite sur sa droite la rue Milutina Milankovića. Elle laisse sur sa droite la rue Nikole Dobrovića ; à cette hauteur, elle oblique vers l'ouest et aboutit dans la rue Zemunska.

## Sport
Au n° 190, se trouve le stade du club de football FK Radnički. Le club universitaire de handball URK Novi Beograd a son siège 147 rue Tošin bunar ; il a été fondé en 1953. Le Sportski centar Vizura a son siège 224a rue Tošin bunar ; il héberge notamment le club de volley-ball féminin OK Vizura, fondé en 2003 et le club de basket-ball masculin KK Mega Vizura.

## Éducation
Au n° 134a se trouvent l'école maternelle Bajka et, au n° 186, l'école Lastavica.
L'école moyenne (Srednja škola) de droit et de secrétariat Dimitrije Davidović est située au n° 17.
L'école sanitaire VISAN est situé au n° 7a de la rue.
La maison des étudiants (en serbe : Studentski dom) est installée au n° 143.

## Économie
La société IMT Beograd (en serbe : Industrija mašina i traktora) a son siège social au 268 rue Tošin bunar.
Le centre commercial West End est situé au n° 272 de la rue.

## Transports
La gare de Tošin bunar est située dans la rue. De ce fait, l'artère est desservie par de nombreuses lignes de bus de la société GSP Beograd. On peut y emprunter les lignes 18 (Medaković III - Zemun Bačka), 45 (Blok 44 – Zemun Novi grad), 65 (Zvezdara II – Novo Bežanijsko groblje), 71 (Zeleni venac – Bežanija), 72 (Zeleni venac – Aéroport Nicolas Tesla), 78 (Banjica II – Zemun Novi Grad), 82 (Zemun Kej oslobođenja – Bežanijsko groblje – Blok 44) et 601 (Gare principale de Belgrade – Surčin).